# Dioxys distinguenda
Dioxys distinguenda är en biart som beskrevs av Popov 1936. Dioxys distinguenda ingår i släktet Dioxys och familjen buksamlarbin. Inga underarter finns listade i Catalogue of Life.